# Centrale thermique de Duvha
La centrale thermique de Duvha est une centrale thermique dans la province de Mpumalanga en Afrique du Sud.